# Szekér Margaréta
Szekér Margaréta (1962. július 26. –) válogatott labdarúgó, középpályás.

## Pályafutása

### A válogatottban
1986-ban egy alkalommal szerepelt a válogatottban.

## Statisztika

### Mérkőzése a válogatottban
| Magyarország | Magyarország   | Magyarország | Magyarország | Magyarország | Magyarország | Magyarország | Magyarország | Magyarország |
| #            | Dátum          | Helyszín     | Hazai        | Eredmény     | Vendég       | Kiírás       | Gólok        | Esemény      |
| ------------ | -------------- | ------------ | ------------ | ------------ | ------------ | ------------ | ------------ | ------------ |
| 1.           | 1986. május 3. | Potenza      | Olaszország  | 1 – 0        | Magyarország | Eb-selejtező | -            |              |
|              | Összesen       |              |              | 1            | mérkőzés     |              | 0            | gól          |